# پریستیمانتیس خال‌چشمی
پریستیمانتیس خال‌چشمی (نام علمی: Pristimantis ocellatus) نام یک گونه از زیرراسته نوغوکان است.